# Microplitis croceipes
Microplitis croceipes — вид паразитичних ос родини браконід (Braconidae). Комаха поширена у штаті Джорджія (США). Вид є паразитоїдом гусениць метеликів, включаючи таких небезпечних сільськогосподарських шкідників як Helicoverpa zea та Heliothis virescens.

## Спосіб життя
М. croceipes використовує свої вусики, щоб виявити запах екскрементів або виділень гусениць. Оса відкладає одне яйце всередині гусениці; коли личинка оси дозріває, вона харчується гусеницею, яка слабшає і гине. Тоді личинка оси будує кокон і заляльковується всередині загиблої гусениці. Через тиждень з кокона виходить доросла оса.